# Orientierungslauf-Weltmeisterschaften 2010
Die 27. Orientierungslauf-Weltmeisterschaften fanden vom 7. bis 15. August 2010 in und um Trondheim in Norwegen statt. Norwegen war zuvor letztmals 1997 Gastgeber von Weltmeisterschaften im Orientierungslaufen.

## Herren

### Sprint

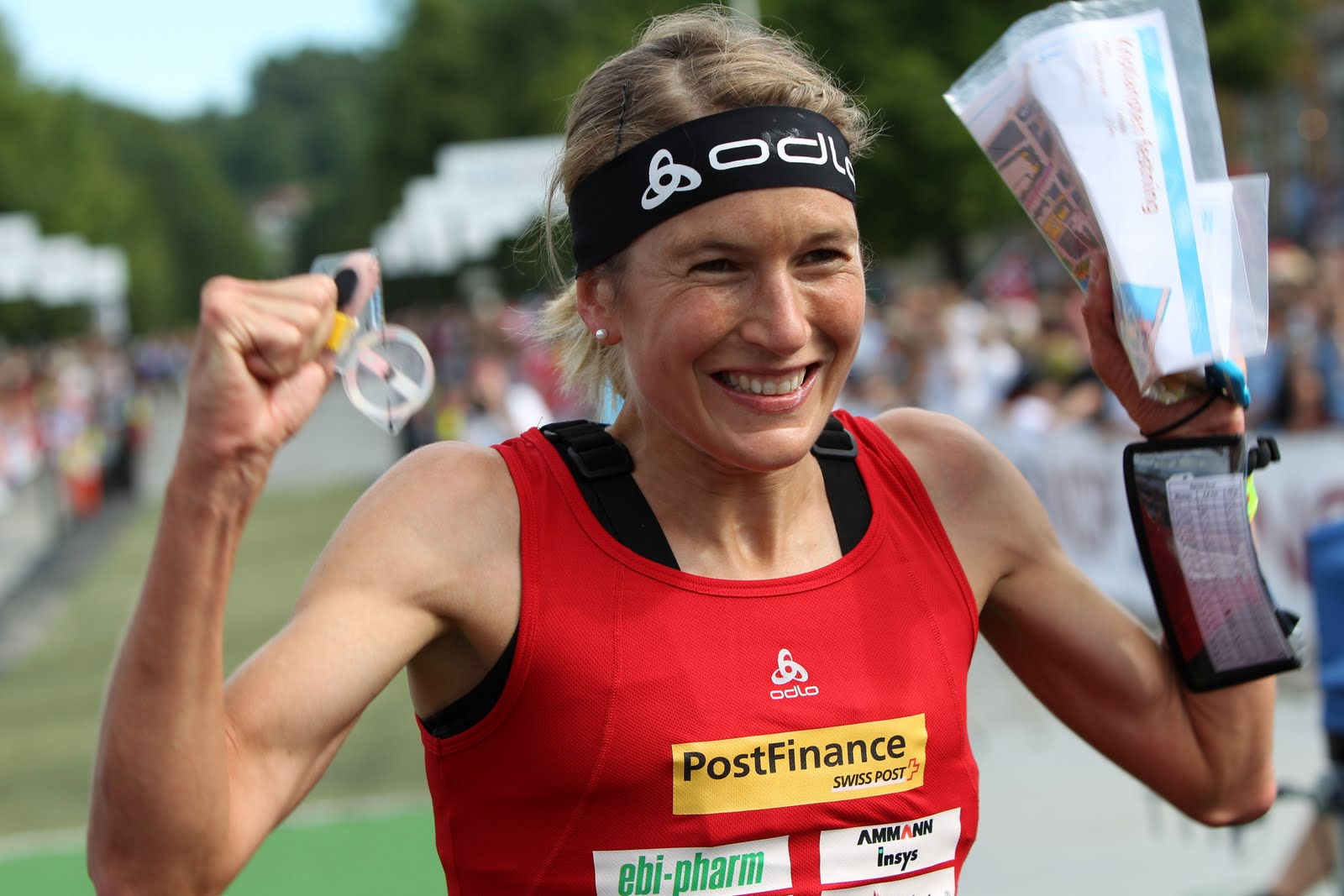
Simone Niggli, Siegerin über die Sprintdistanz

| Platz | Land | Athlet                | Zeit        |
| ----- | ---- | --------------------- | ----------- |
| 1     | SUI  | Matthias Müller       | 16:10,9 min |
| 2     | SUI  | Fabian Hertner        | 16:13,2 min |
| 3     | FRA  | Frédéric Tranchand    | 16:13,3 min |
| 4     | NOR  | Øystein Kvaal Østerbø | 16:14,1 min |
| 5     | SWE  | Martin Johansson      | 16:15,3 min |
| 6     | SWE  | Emil Wingstedt        | 16:15,4 min |

Qualifikation: 8. August, 10:00 Uhr

Ort: Sverresborg
Finale: 8. August, 14:40 Uhr

Ort: Trondheim Stadtzentrum

Länge: 2,7 km

Steigung: 100 m

Posten: 21

### Mitteldistanz

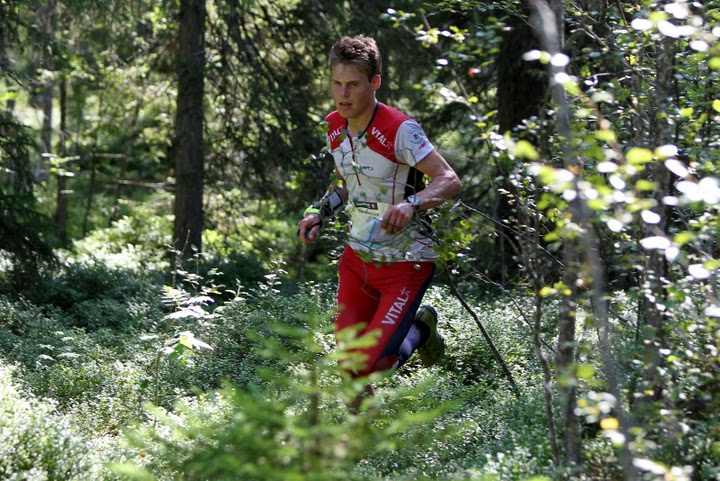
Der spätere Mitteldistanzsieger Carl Waaler Kaas bei der Qualifikation am 9. August

| Platz | Land | Athlet            | Zeit      |
| ----- | ---- | ----------------- | --------- |
| 1     | NOR  | Carl Waaler Kaas  | 30:33 min |
| 2     | SWE  | Peter Öberg       | 30:40 min |
| 3     | FRA  | Thierry Gueorgiou | 31:12 min |
|       | SUI  | Daniel Hubmann    | 31:12 min |
| 5     | UKR  | Oleksandr Kratow  | 31:23 min |
| 6     | RUS  | Walentin Nowikow  | 31:31 min |

Qualifikation: 9. August, 14:00 Uhr

Ort: Jervskogen
Finale: 14. August, 12:40 Uhr

Ort: Leinstrandmarka

Länge: 5,4 km

Steigung: 240 m

Posten: 20

### Langdistanz
| Platz | Land | Athlet            | Zeit      |
| ----- | ---- | ----------------- | --------- |
| 1     | NOR  | Olav Lundanes     | 1:32:41 h |
| 2     | NOR  | Anders Nordberg   | 1:33:21 h |
| 3     | FRA  | Thierry Gueorgiou | 1:36:21 h |
| 4     | FRA  | François Gonon    | 1:36:48 h |
| 5     | SWE  | Marcus Millegård  | 1:37:33 h |
| 6     | GBR  | Scott Fraser      | 1:37:36 h |

Qualifikation: 10. August, 16:00 Uhr

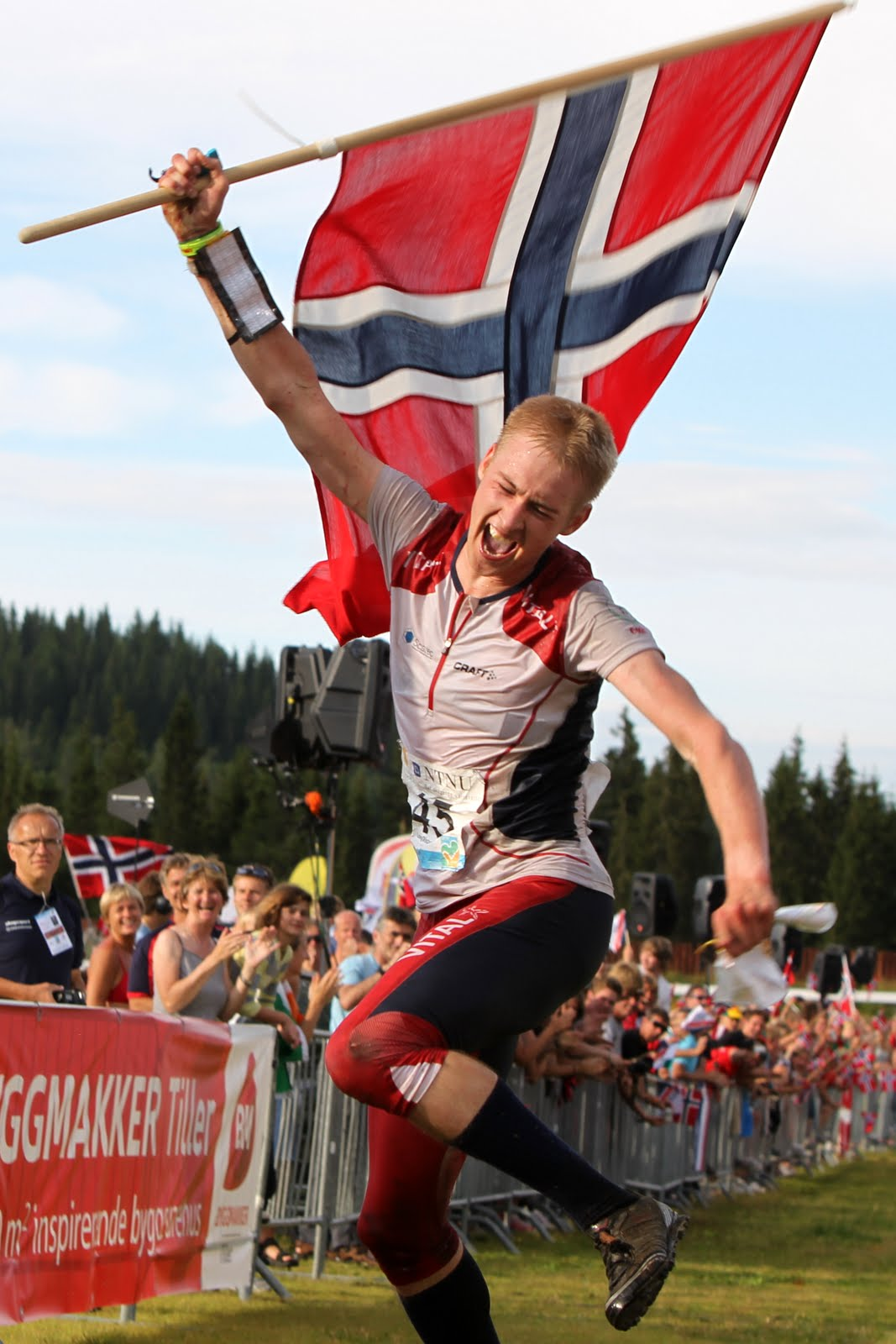
Olav Lundanes feiert seinen „Heimsieg“ über die Langdistanz

Ort: Jervskogen
Finale: 12. August, 13:00 Uhr

Ort: Leinstrandmarka

Länge: 15,0 km

Steigung: 760 m

Posten: 29

### Staffel
| Platz | Land | Athleten                                       | Zeit      |
| ----- | ---- | ---------------------------------------------- | --------- |
| 1     | RUS  | Andrei Chramow Dmitri Zwetkow Walentin Nowikow | 2:09:51 h |
| 2     | NOR  | Carl Waaler Kaas Audun Weltzien Olav Lundanes  | 2:10:34 h |
| 3     | SUI  | Daniel Hubmann Matthias Müller Matthias Merz   | 2:11:03 h |
| 4     | GBR  | Graham Gristwood Jon Duncan Scott Fraser       | 2:11:10 h |
| 5     | CZE  | Tomáš Dlabaja Jan Procházka Michal Smola       | 2:11:58 h |
| 6     | SWE  | Emil Wingstedt Peter Öberg David Andersson     | 2:13:44 h |

Datum: 15. August, 11:30 Uhr

Ort: Leinstrandmarka

1. Runde: 5,4 km Länge, 210–220 m Steigung, 14 Posten

2. Runde: 8,9 km Länge, 395–430 m Steigung, 25 Posten

3. Runde: 8,9 km Länge, 395–430 m Steigung, 25 Posten

## Damen

### Sprint
| Platz | Land | Athletin            | Zeit        |
| ----- | ---- | ------------------- | ----------- |
| 1     | SUI  | Simone Niggli-Luder | 16:06,2 min |
| 2     | SWE  | Helena Jansson      | 16:06,9 min |
| 3     | NOR  | Marianne Andersen   | 16:12,1 min |
| 4     | FIN  | Minna Kauppi        | 16:32,9 min |
| 5     | NOR  | Elise Egseth        | 16:35,1 min |
| 6     | CZE  | Eva Juřeníková      | 16:56,5 min |

Qualifikation: 8. August, 09:00 Uhr

Ort: Sverresborg
Finale: 8. August, 13:40 Uhr

Ort: Trondheim Stadtzentrum

Länge: 2,6 km

Steigung: 75 m

Posten: 21

### Mitteldistanz
| Platz | Land | Athletin            | Zeit      |
| ----- | ---- | ------------------- | --------- |
| 1     | FIN  | Minna Kauppi        | 30:01 min |
| 2     | SUI  | Simone Niggli-Luder | 30:21 min |
| 3     | NOR  | Marianne Andersen   | 30:57 min |
| 4     | SWE  | Helena Jansson      | 31:24 min |
| 5     | SWE  | Annika Billstam     | 32:05 min |
| 6     | FIN  | Anni-Maija Fincke   | 32:21 min |

Qualifikation: 9. August, 14:00 Uhr

Ort: Jervskogen
Finale: 14. August, 14:15 Uhr

Ort: Leinstrandmarka

Länge: 4,5 km

Steigung: 190 m

Posten: 17

### Langdistanz
| Platz | Land | Athletin            | Zeit      |
| ----- | ---- | ------------------- | --------- |
| 1     | SUI  | Simone Niggli-Luder | 1:12:49 h |
| 2     | NOR  | Marianne Andersen   | 1:15:02 h |
| 3     | SWE  | Emma Claesson       | 1:15:07 h |
| 4     | SWE  | Helena Jansson      | 1:15:38 h |
| 5     | FIN  | Minna Kauppi        | 1:15:48 h |
| 6     | SUI  | Vroni König-Salmi   | 1:18:08 h |

Qualifikation: 10. August, 16:00 Uhr

Ort: Jervskogen
Finale: 12. August, 14:50 Uhr

Ort: Leinstrandmarka

Länge: 9,9 km

Steigung: 530 m

Posten: 23

### Staffel
| Platz | Land | Athletinnen                                           | Zeit      |
| ----- | ---- | ----------------------------------------------------- | --------- |
| 1     | FIN  | Anni-Maija Fincke Merja Rantanen Minna Kauppi         | 1:59:04 h |
| 2     | NOR  | Elise Egseth Anne Margrethe Hausken Marianne Andersen | 1:59:15 h |
| 3     | SWE  | Annika Billstam Emma Claesson Helena Jansson          | 2:00:19 h |
| 4     | SUI  | Caroline Cejka Vroni König-Salmi Simone Niggli-Luder  | 2:01:56 h |
| 5     | DEN  | Ida Bobach Maja Alm Signe Søes                        | 2:02:09 h |
| 6     | CZE  | Vendula Klechová Eva Juřeníková Dana Brožková         | 2:06:44 h |

Datum: 15. August, 13:15 Uhr

Ort: Leinstrandmarka

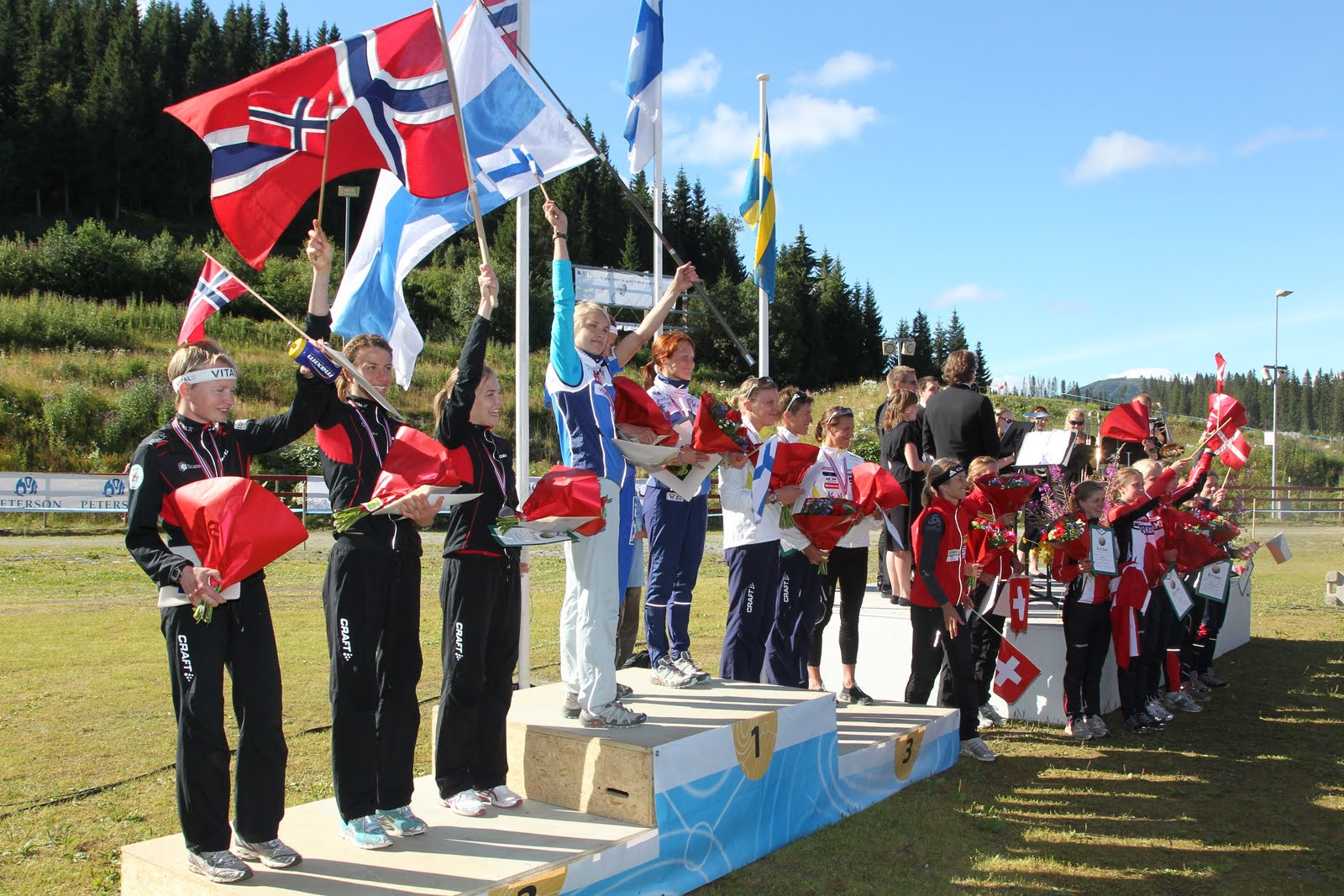
Siegerehrung des Staffelwettbewerbs der Frauen

1. Runde: 4,7 km Länge, 205 m Steigung, 12 Posten

2. Runde: 6,4 km Länge, 295–325 m Steigung, 20 Posten

3. Runde: 6,2 km Länge, 295–325 m Steigung, 21 Posten

## Medaillenspiegel
| Platz | Land       | Gold | Silber | Bronze | Gesamt |
| ----- | ---------- | ---- | ------ | ------ | ------ |
| 1     | Schweiz    | 3    | 2      | 2      | 7      |
| 2     | Norwegen   | 2    | 4      | 2      | 8      |
| 3     | Finnland   | 2    | –      | –      | 2      |
| 4     | Russland   | 1    | –      | –      | 1      |
| 5     | Schweden   | –    | 2      | 2      | 4      |
| 6     | Frankreich | –    | –      | 3      | 3      |